# Roland Bugatti

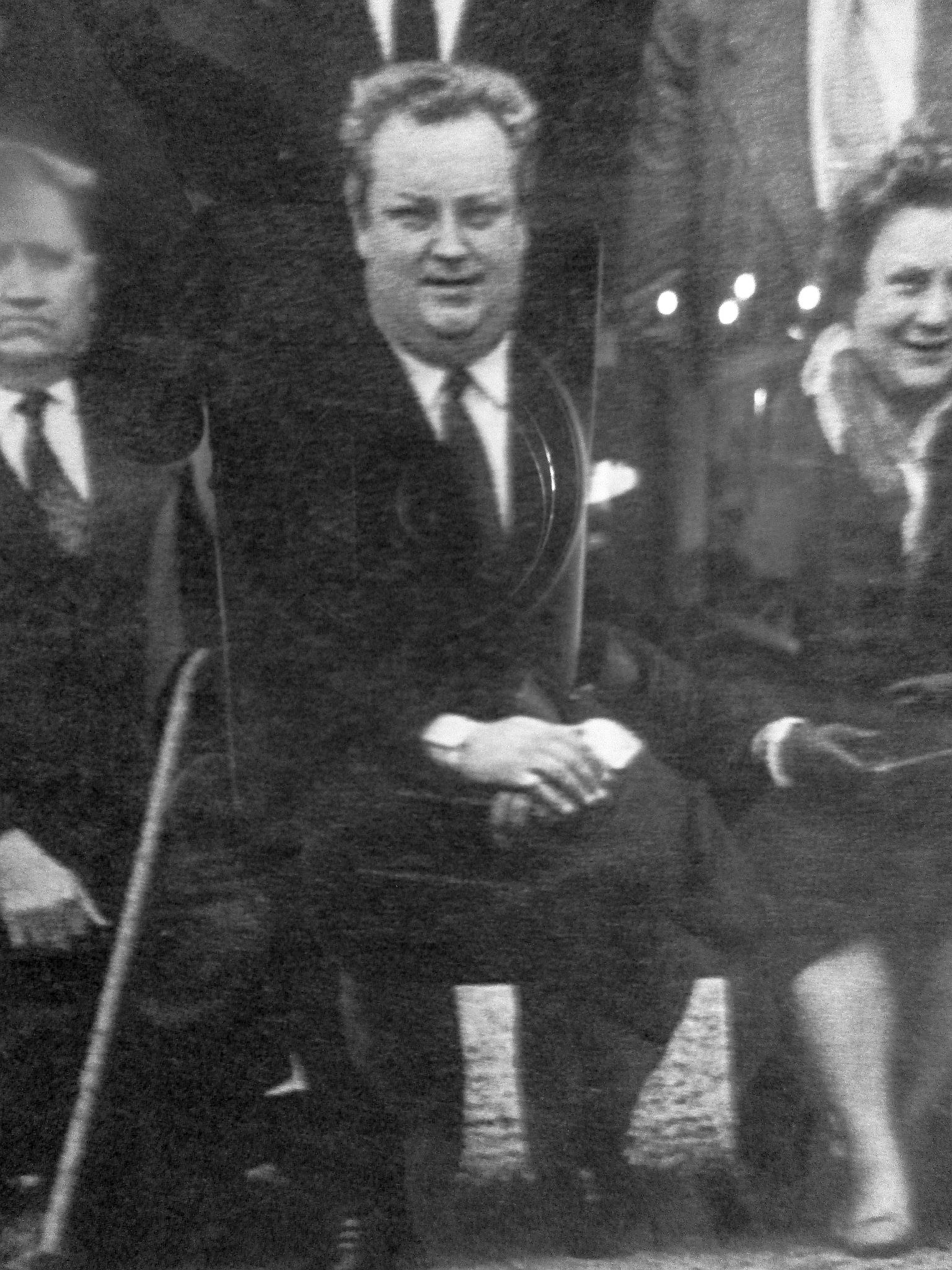
Roland Bugatti, 1960

Roland Cesare Mario Carlo Bugatti (* 23. August 1922 in Dorlisheim; † 29. März 1977 in Aix-en-Provence) war ein französisch-italienischer Automobilfabrikant und Ingenieur. Er war der zweite Sohn und das jüngste von vier Kindern Ettore Bugattis und seiner Frau Barbara. Er war der jüngere Bruder von Jean Bugatti. Nach dem Zweiten Weltkrieg war Roland Bugatti der Inhaber des Automobilherstellers Bugatti. Er unternahm mehrere Versuche, die in der Vorkriegszeit legendäre Marke wiederzubeleben, konnte dabei aber keine Erfolge erzielen.

## Biographie

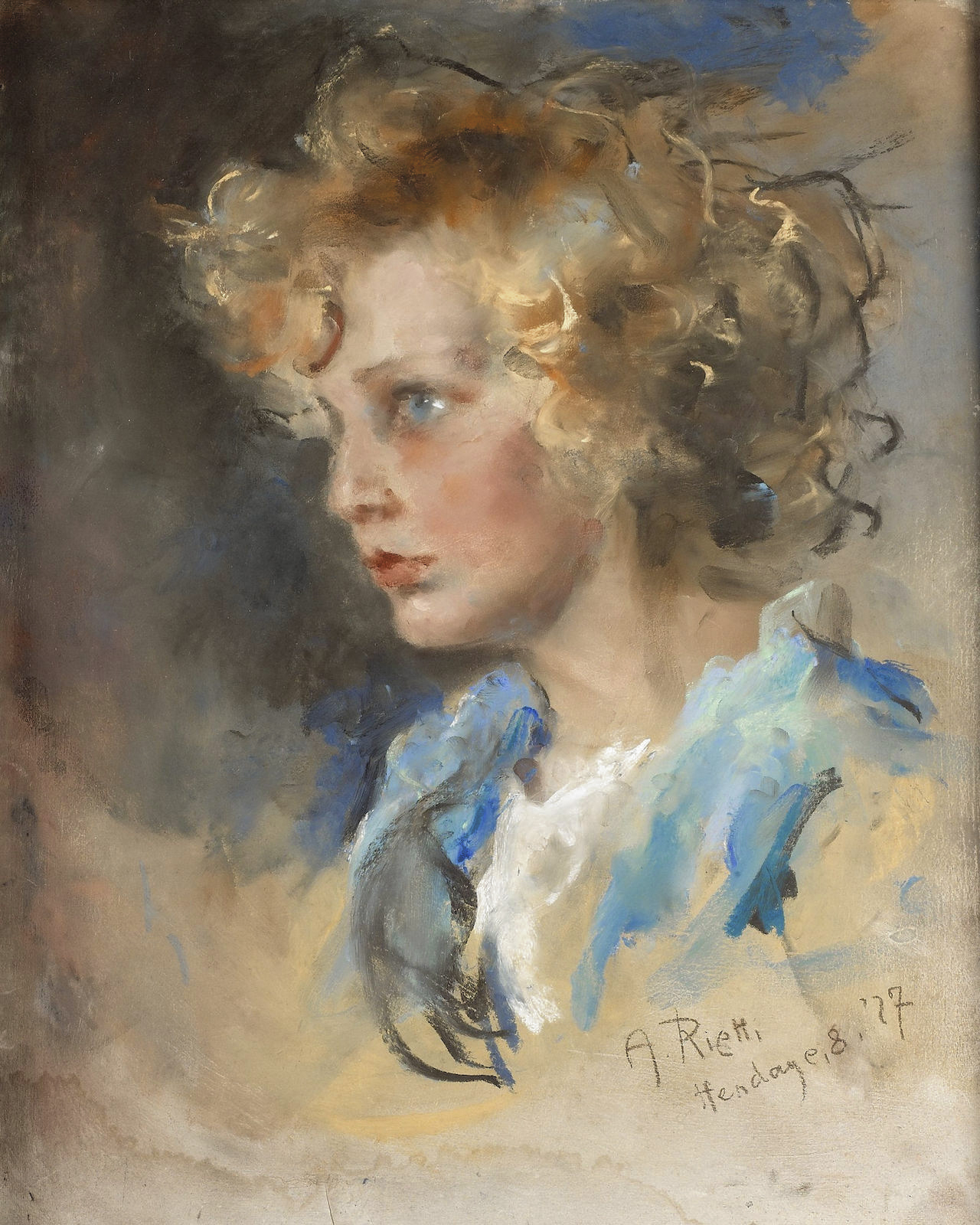
Roland Bugatti (1927)

Nach dem Tod seines Bruders Jean Bugatti 1939 wurde er von seinem Vater Ettore Bugatti als designierter Nachfolger im Unternehmen aufgebaut. Am 21. August 1947 verstarb der Firmengründer Ettore Bugatti. Zu Ettores Lebzeiten wurden rund 7900 Fahrzeuge mit seinem Namen auf dem Kühlergrill gebaut, von denen heute noch 2000 Stück erhalten sind. Roland Bugatti war zu diesem Zeitpunkt (1947) gerade 25 Jahre alt, als er die väterliche Firma übernahm. Als Partner im Unternehmen nahm er sich den ehemaligen Testfahrer und loyalen Bugatti-Mitarbeiter Pierre Marco. Diesen hatten Ettores Erben zuvor als Geschäftsführer in die Firma eingesetzt. Sie versuchten, wie schon zuvor Ettore Bugatti nach dem Zweiten Weltkrieg, die Marke Bugatti wieder zu beleben.
Roland Bugatti war seit 1951 der Ehrenpräsident des Schweizer Bugatti Club „Bugatti Club Suisse“ (BCS).

## Versuche der Wiederbelebung der Marke Bugatti

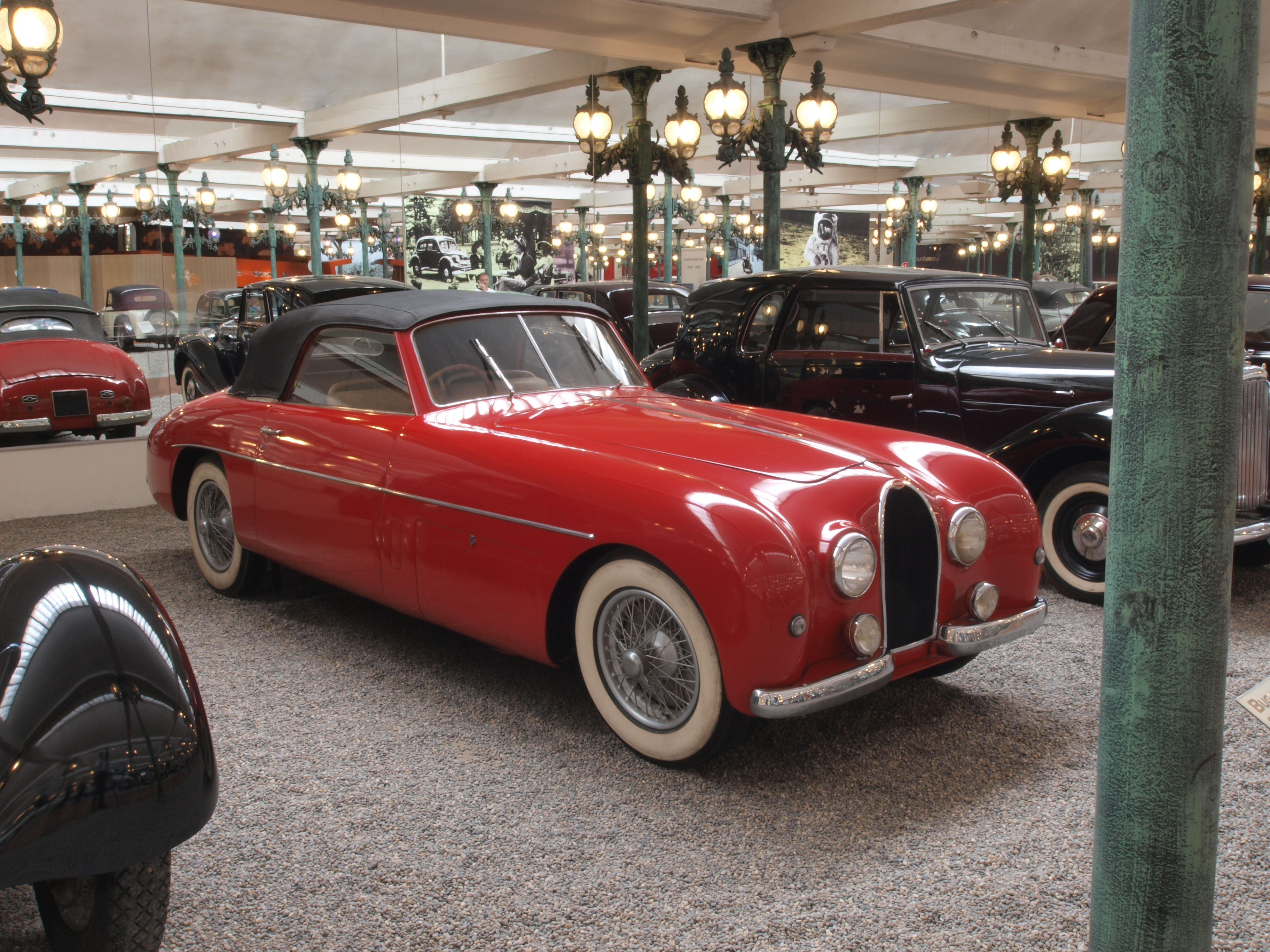
Bugatti Type 101 von 1951 (sechs Exemplare)

Auf Vorkriegs-Chassis, die die Wirren des Krieges unbeschadet überstanden hatten, baute Bugatti Neuwagen auf, die unter dem Namen Bugatti Type 101 verkauft wurden. Der Type 101 war der offizielle Nachfolger des Bugatti Typ 57. Er wird von vielen Liebhabern als der letzte echte Bugatti angesehen, war aber vor allem wegen seiner veralteten Technik nicht erfolgreich. Acht Exemplare des Type 101 wurden zwischen 1951 und 1956 in Molsheim produziert und sechs von ihnen wurden verkauft.
1951 übernahm Roland gemeinsam mit René Bolloré, dem zweiten Mann von Ettores Witwe Geneviève Marguerite Delcuze, die Geschäftsführung des Unternehmens. Bugatti wartete seitdem hauptsächlich alte Fahrzeuge und die in den dreißiger Jahren bei Bugatti gebauten Triebwagen und baute zuletzt Motoren für die französische Armee. Die eigenen hergestellten Wagen hatten allerdings zum einen keine Chance gegen die technisch fortschrittlicheren Neuentwicklungen französischer und internationaler Konkurrenzfirmen, zum anderen war die finanzielle Lage der Marke Bugatti schlecht, so dass 1956 die Produktion von PKWs eingestellt wurde.

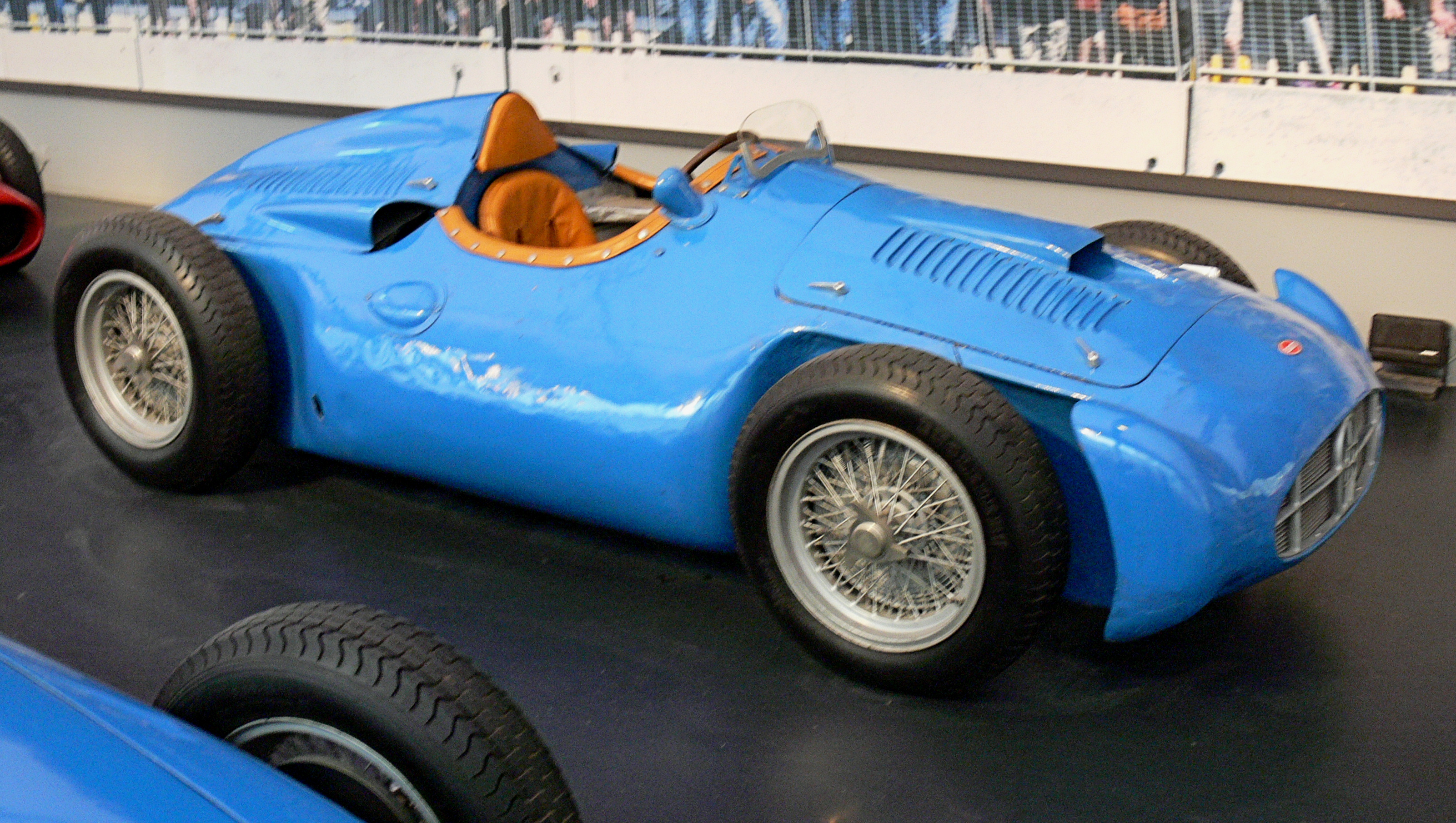
Missglückter Comeback-Versuch im Rennsport: Der Bugatti Typ 251 von 1956 (drei Exemplare)

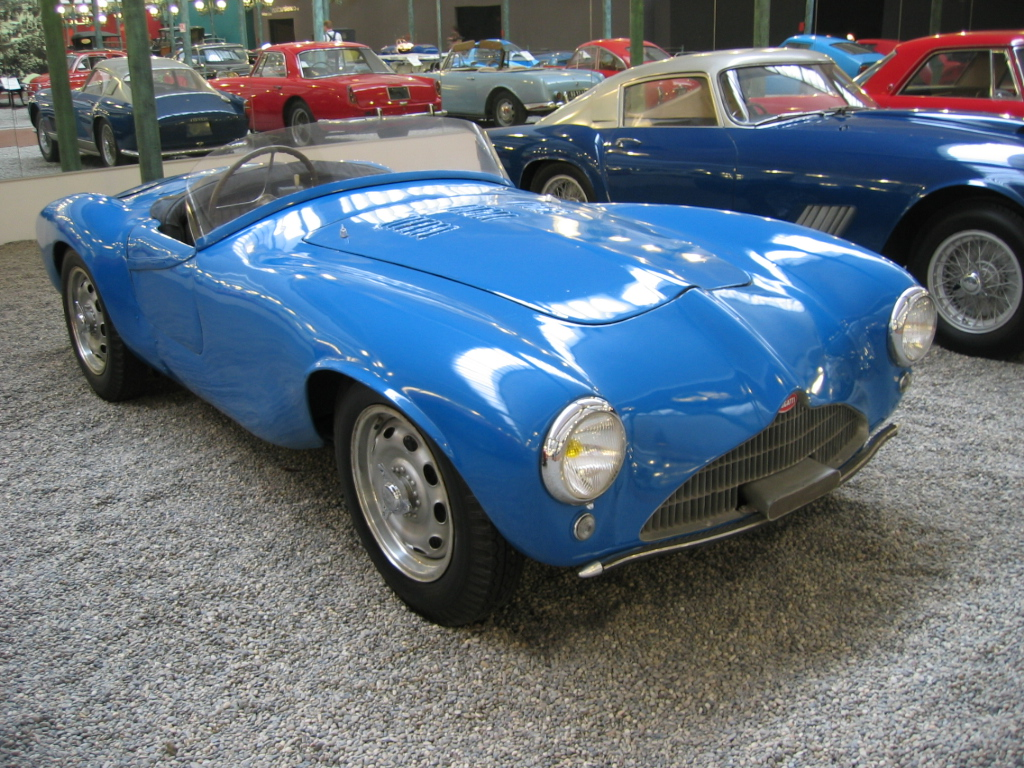
Nur als Prototyp verwirklicht: Der Bugatti Type 252 von 1956

Roland Bugatti versuchte noch einmal 1956 mit dem Bugatti Type 251 einen Neuanfang in der Formel 1. Zum letzten Mal startete ein Bugatti-Rennwagen beim Großen Preis von Frankreich in Reims. Fahrer war Maurice Trintignant. Der Mittelmotor-Monoposto Typ 251 schaffte jedoch nur 18 Runden, bis er durch einen defekten Gaszug bedingt, auf der Piste ausrollte. Der von ihm als Nachfolger konzipierte Rennwagen Bugatti Type 252, kam nicht über den Prototyp-Status hinaus. Bis 1963 führte das Unternehmen dann noch Reparaturen und Umbauten alter Bugattis durch.
Roland Bugatti verkaufte das Unternehmen aufgrund angesammelter hoher Schulden und Verluste 1963 endgültig an den französischen Luft- und Raumfahrtkonzern (und ehemaligen Automobilhersteller) Hispano-Suiza. Im gleichen Jahr erwarben die Sammler Fritz und Hans Schlumpf von Roland Bugatti und den anderen Erben alle restlichen Bugattis, inklusiv aller Prototypen, Motoren und Ersatzteile für ihre Kollektion. Zugleich sicherten sie sich vertraglich das Recht auf Überholung, Reparatur und Instandsetzung der Wagen.